# Stenotabanus longipennis
Stenotabanus longipennis är en tvåvingeart som beskrevs av Krober 1929. Stenotabanus longipennis ingår i släktet Stenotabanus och familjen bromsar. Inga underarter finns listade i Catalogue of Life.